# Элита (Ульяновская область)
Эли́та — посёлок в Сурском районе Ульяновской области, входит в состав Лавинского сельского поселения.

## География
Посёлок находится на расстоянии примерно 8 км (по прямой) к востоку от рабочего посёлка Сурское, административного центра района.

## История
Посёлок основан в советский период, входил в хозяйство конезавода.

## Население
| 2010 |
| ---- |
| 105  |

### Национальный состав
Согласно результатам переписи 2002 года, в национальной структуре населения русские составляли 77 % из 107 чел.